# Trithetrum congoense
Trithetrum congoense là loài chuồn chuồn trong họ Libellulidae. Loài này được Aguesse mô tả khoa học đầu tiên năm 1966.